# Harry Babcock (Footballspieler)
Harry Lewis Babcock (* 12. August 1930 in West Nyack, New York; † 6. Dezember 1996 in Ocala, Florida) war ein US-amerikanischer American-Football-Spieler. Der im NFL Draft 1953 als Gesamterster ausgewählte End spielte drei Saisons für die San Francisco 49ers in der National Football League (NFL).

## Karriere
Babcock spielte College Football an der University of Georgia aus der Southeastern Conference (SEC). Als Junior führte er die SEC mit 41 gefangenen Pässen für 666 Yards an und stellte dabei auch einen Schulrekord auf. Vor Beginn seiner Seniorsaison hatte Babcock einen Autounfall, die seine Leistungen ausbremsten. Dennoch konnte er der zweitbeste Receiver der SEC sein.
Babcock wurde im NFL Draft 1953 als Gesamterster von den San Francisco 49ers ausgewählt. Er spielte drei Saisons, wobei er nur 16 Pässe für 181 Yards und keinen Touchdown fing. Verletzungsbedingt verpasste er jedoch auch viele Spiele und nahm nur an 30 Spielen insgesamt teil. Babcock wird dabei im Allgemeinen wie viele der Erstrundenpicks seines Draftjahrgangs als Flop angesehen. Sieben der dreizehn ausgewählten Spieler waren vor 1957 bereits aus der Liga wieder raus, zwei weitere spielten erst gar nicht in der NFL.